# Peter Kondrup
Peter Mikael Kroghöj-Kondrup, född 13 oktober 1965 i Kristianstad i Skåne, är en svensk meteorolog.
Kondrup är meteorolog på TV4, där han arbetat sedan 1997. Han var den första manliga väderpresentatören på TV4. Innan dess arbetade han bland annat på SVT:s Östnytt mellan 1994 och 1997 och på SMHI i Norrköping, Malmö och Göteborg mellan 1991 och 1999.